# El anillo del capitán Beto
«El anillo del capitán Beto» es una canción acreditada a Invisible, banda integrada en ese momento por Luis Alberto Spinetta, Pomo Lorenzo, Machi Rufino y Tomás Gubitsch. Está incluida como primera pista del álbum El jardín de los presentes, grabado en los estudios CBS, en el año 1976.
El tema trata de un colectivero convertido en astronauta que surca el espacio con su colectivo-nave, enfrentando peligros de los cuales se protege con su anillo, pero que a la vez sufre la tristeza y la soledad de estar irremediablemente separado de la Tierra, de su gente y de su ciudad. Spinetta compuso el tema inspirado en la lectura de La suerte está echada o El engranaje de Jean Paul Sartre.
La canción ha sido incluida entre las 100 mejores de la historia del rock argentino, tanto por la revista Rolling Stone (#52), como por el sitio rock.com.ar (#66). Pese a la importancia del tema dentro de su cancionero, Spinetta no la incluyó en el repertorio interpretado en el histórico megarecital Spinetta y las Bandas Eternas de 2009, en el que durante cinco horas recorrió toda su obra.
«El anillo del capitán Beto» ha sido resignificada popularmente para referirla a Norberto «Beto» Alonso, un destacado jugador de fútbol de los años 1970 del Club Atlético River Plate, del que Spinetta era simpatizante. La resignificación popular de la canción fue incluida por la revista Rolling Stone entre los «15 mejores mitos del rock nacional».
En abril de 2013, el primer nanosatélite argentino fue designado por los científicos que lo desarrollaron con el nombre «Capitán Beto» en homenaje a Spinetta y su canción.

## Contexto
La canción fue compuesta en el primer semestre de 1976, en un momento dramático de la historia argentina, coincidente con el golpe de Estado del 24 de marzo de 1976 mediante el cual tomó el poder la última dictadura cívico-militar caracterizada por el terrorismo de Estado.
Invisible, por su parte, una de las bandas más destacadas del rock argentino, había sido creada como trío en 1973 por Luis Alberto Spinetta, con Pomo Lorenzo (batería) y Machi Rufino (bajo), lanzando dos álbumes, Invisible en 1974 y Durazno sangrando en 1975. El jardín de los presentes es el tercer álbum de Invisible, pero es el resultado de un considerable cambio de la banda en 1976, tanto en su sonido como en su formación, al incluir un nuevo integrante (Tomás Gubitsch) y transformar el trío en cuarteto. Estos cambios tensionarían las relaciones en la banda y llevarían a su disolución a comienzos de 1977.
Casi simultáneamente, la compañera de Spinetta, Patricia, había quedado embarazada de quien sería su primer hijo, Dante, que habría de nacer en diciembre de ese año.

## La canción
El tema abre con un inusual acorde en guitarra en do sostenido mayor con bajo en si. Spinetta contó que el acorde fue un aporte de Esteban Martínez Prieto, un amigo de Machi Rufino que tocó con Invisible en algunos temas. La melodía tiene dos partes bien diferenciadas, que se alternan. La primera, con la que empieza y finaliza la canción, está marcada por el acorde en do sostenido mayor con bajo en si, que le da un extraño clima de tensa grandiosidad.
Con esta parte melódica de fondo, la letra cuenta en tercera persona la historia de un colectivero de Buenos Aires que se ha hecho astronauta y lleva ya quince años atravesando el cosmos (al que define también como «Galaxia del Hombre»), con una precaria nave «hecha en Haedo», enfrentando los peligros con los poderes de un extraño anillo. Cuenta también que en la cabina de la nave, el Capitán lleva símbolos referidos a sus afectos (una foto de Carlitos, un banderín de River Plate y la estampa de un santo), así como unos malvones que riega cotidianamente. Todos elementos muy porteños. Pero la nave no tiene brújula ni radio, de modo que no puede volver a la Tierra.
La segunda parte melódica, que se intercala dos veces, comienza en fa sostenido menor y está integrada por fraseos melódicos diferentes y consecutivos, que transmiten un clima triste. Con esta segunda parte melódica de fondo, es el propio capitán Beto el que aparece hablando en primera persona, y expresa sus dudas y la profunda tristeza, nostalgia y soledad que lo embargan. Contra esto ya el anillo no puede protegerlo.

¿Dónde está el lugar al que todos llaman cielo?
Si nadie viene hasta aquí
a cebarme unos amargos como en mi viejo umbral
¿Por qué habré venido hasta aquí, si no puedo más de soledad?
Ya no puedo más de soledad.

La canción finaliza con el capitán Beto siendo hallado muchos años después. Al hallarlo ven que el anillo «llevaba inscripto un signo del alma».

## Comentarios de Spinetta sobre la canción
A lo largo de los años Spinetta realizó varios comentarios sobre la canción. Pero básicamente son cuatro sus intervenciones en las que se extiende sobre la interpretación de su contenido: en 1976, para el Expreso Imaginario; en 1988, para el libro Crónica e iluminaciones de conversaciones con Eduardo Berti; en 2002 para la revista Rolling Stone; y en 2006, para el libro Martropía de conversaciones con Juan Carlos Diez.

### En elExpreso Imaginario(1976)
En 1976, a poco de lanzado el tema, Mordisco, suplemento de la revista Expreso Imaginario, le realizó un reportaje donde Spinetta destaca la «carga folklórica» de la canción, en el sentido de cultura cotidiana, sobre todo la presencia del colectivo. Años después, en 1983, la imagen de un colectivo volvería a aparecer en la contratapa del álbum Bajo Belgrano, dedicado a su propio barrio. Decía Spinetta en sus conversaciones con Berti: 

Para mí «El anillo del capitán Beto» es una historia con una gran carga folklórica, pero ojo, folklórico en lo que se refiere a vivir en una ciudad como Buenos Aires. Y creo que pocas cosas son tan características de esta ciudad como los colectivos: la forma de decorarlos, su estructura, hacen que sea un automóvil muy especial. Detalles de construcción como la puerta hidráulica y todos esos fatos son genialidades argentinas...

Un tipo se larga al espacio con una nave que se hace construir en Haedo. Comienza el viaje y durante 15 años recorre el espacio. Se supone que en su travesía lleva involucradas todas esas cosas que hace, en última instancia, que esté mas allá de la muerte. Está más allá de todo, pero parecía que el capitán Beto en cierta forma comienza a extrañar la muerte, como un ser humano que no puede desprenderse de ella.

Es entonces cuando deposita su fe en un anillo que por sus poderes lo protegerá de todo. Pero Beto se equivoca pues su anillo lo protege de todo menos de la tristeza. Es en ese momento que Beto decide volver a su infancia.

Pero no quiere olvidarse de todo y comprende que no puede volver, queda solamente su anillo, que es su elemento protector. Sabe que no tiene brújula ni radio, o sea, que está incomunicado en el espacio. Finalmente se pierde, y pasan muchos años hasta que lo encuentra una cultura evolucionada, una cultura que interpretó el espacio, y al encontrarlo descubren que el anillo tenía inscripto un signo del alma; o sea que todo el poder del Beto quedó identificado en su anillo, y de su ser quedó solamente la poesía, como la parte absolutamente etérea que no tiene ni forma ni visión, y que es el alma, el alma de todos.
Luis Alberto Spinetta

### EnCrónica e iluminaciones(1976)

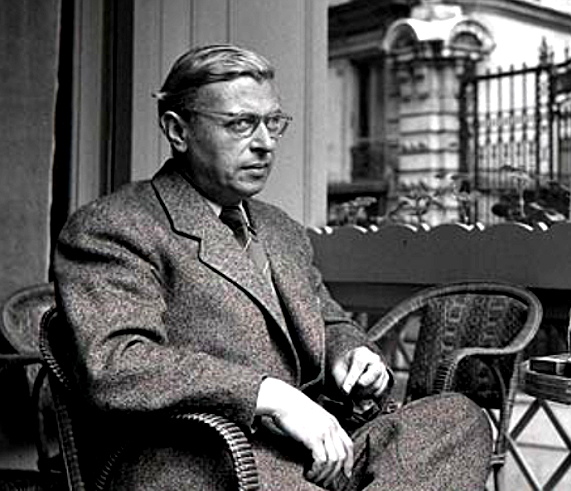
En el libro Crónica e iluminaciones Spinetta dijo que para crear «El anillo del capitán Beto» se inspiró en una lectura de una obra cinematográfica del filósofo existencialista Jean Paul Sartre.

En 1988 Spinetta volvió a explayarse sobre el tema en el libro Crónica e iluminaciones, realizado por Eduardo Berti a partir de sus conversaciones con el músico. Allí el autor dice que «El anillo del capitán Beto» no habla del futuro, sino de «la necesidad de ir a buscar donde pertenecemos. Y el anillo es aquello que lo salva, porque lo liga al nacimiento de las cosas».

Yo estoy usando el viaje de un astronauta argentino, del barrio de Haedo, para hablar de otras cosas: de que si pudiéramos volar tan alto que ya no quedara nada del mundo que nos llevó a volar, entonces el viaje ya no interesaría. Beto, por más que tenga en su cabina todos los poderes, no puede luchar contra la soledad de saberse ya sin regreso al mundo. El tipo añora la basura, las estampitas, el café, las cosas más vulgares, porque las requiere para identificarse.
Luis Alberto Spinetta.

Spinetta dijo allí que compuso el tema inspirado en la lectura de La suerte está echada o El engranaje de Jean Paul Sartre. La confusión de Spinetta viene de haber leído los dos textos juntos, porque ambos suelen ser publicados juntos en español, debido al hecho común de ser guiones cinematográficos y corresponder a la misma época. De hecho ese mismo año de 1976 que Spinetta escribió la canción, la editorial Losada había publicado un libro con ambos textos. En La suerte está echada los personajes son muertos que viven eternamente como almas en una realidad paralela en la que pueden ver todo, desde donde miran con cinismo y burla las pasiones que ellos mismos tenían cuando estaban vivos, insignificantes ante la inevitabilidad de la muerte. En El engranaje, los protagonistas son revolucionarios idealistas que cuando llegan al poder no pueden evitar caer en «el engranaje» de las empresas multinacionales, para terminar haciendo lo mismo que aquello contra lo que luchaban. Ambos libros de Sartre, como es una constante en su obra, tratan del dilema existencial del ser humano.

### En la revista Rolling Stone (2002)
En la revista Rolling Stone de marzo de 2002, dedicada a los «100 Hits del Rock Argentino», figura la siguiente declaración de Spinetta sobre la canción:

Me acuerdo de tardes enteras en el bar que estaba al lado del Teatro Astral con Pomo y Machi, cagándonos de risa, pensando en posibles nombres para este astronauta transido por las luchas de las eras... Las eras... Las Heras y Bustamante (...) Yo la nave la veo parecida a la de Volver al futuro, un auto, algo así, que se eleva por una ciencia que sólo Beto conoce, y se va... En realidad, no es que Beto quiera volver. Ha conquistado algo impresionante, pero, como todo conquistador, no puede evitar la comparación y la sensación de distancia para con el mundo que dejó atrás.
Luis Alberto Spinetta

### EnMartropía(2006)
En 2006 Juan Carlos Diez publicó la primera edición del libro Martropía, de conversaciones mantenidas con Spinetta en los cinco años anteriores. Entre esas conversaciones está registrada una reflexión lúdica de Spinetta sobre la canción, en la que dice que el capitán Beto se llamaba Heriberto Aguirre, que él no lo conoció y que construyó su nave sin recurrir a la tecnología de punta:

Él quería tecnología incaica, a través de monopolos magnéticos de influjos astrales. Utilizó tecnología de tiempos muy remotos, de unos tres mil años atrás. Se ve que tenía un arc con energía y la usó para confeccionar la nave. El flaco se encerró en un galpón de Haedo y no dejó entrar a ningún diseñador. Inclusive Oreste Berta iba todos los días, pero él se cortó solo y nos ignoró a todos.
Luis Alberto Spinetta.

Cuenta también que Heriberto Aguirre dejó de ser colectivero «una noche en que la cana quiso usar su colectivo para llevar pibes detenidos, a la salida de un concierto del Flaco Spinetta».

Ahí el tipo se dijo: «yo me voy no solamente de la línea para la que trabajo, sino que ahora mi periplo va a estar más allá de las márgenes de la tierra». Evidentemente invocó sus poderes. Se ve que manejaba alta magia. Beto tenía la posta para mandarse.
Luis Alberto Spinetta.

Spinetta cuenta otros detalles de Beto. Que la estampita del santo que colocó en su cabina, era la de San Cayetano. Que era tanguero y no escuchaba rock, pero a diferencia de otros colectiveros de la época, no insultaba a los jóvenes por tener el pelo largo. Y que cuando se fue hacia el espacio tenía 60 años.

Él estaba cansado de la Argentina, pero se dio cuenta de que no podía transformar nada estando en la soledad del espacio. Querer modificar todas esas cosas le resultó una tarea imposible estando solo. Empezó a sentirse triste y melancólico. Finalmente quedó errando en el espacio.
Luis Alberto Spinetta.

La conversación sobre el capitán Beto concluye del siguiente modo:

Pregunta: Luis, ¿cómo sabés tanto si no lo conociste?
Spinetta: Es un secreto. Con lo sagrado no se juega.

## Mito y resignificación popular
«El anillo del capitán Beto» ha sido resignificada popularmente para referirla a Norberto «Beto» Alonso, un destacado jugador de fútbol de los años 1970, ídolo de River Plate, del que Spinetta era simpatizante. La letra contiene partes que permiten la resignificación como la expresión misma del «capitán Beto» (Alonso era el capitán de River Plate en aquellos años) y la mención a «un banderín de River Plate» que el colectivero de la canción llevaba en su cabina. Spinetta ha negado expresamente que el tema tenga alguna relación con Alonso, Spinetta explicó que el mito fue difundido por el conductor Juan Alberto Badía, referente del rock en la televisión argentina e hincha de River Plate, algo que también había dicho la revista Rolling Stone.
La resignificación popular de la canción fue incluida por la revista Rolling Stone entre los «15 mejores mitos del rock nacional».
De todos modos Spinetta consideraba a Alonso como su máximo ídolo deportivo y si bien desmintió varias veces públicamente el mito, también sostenía que Alonso merecía mucho más que el homenaje de su canción:

El Gráfico: ¿Quiénes eran tus ídolos?
Spinetta: En esa época me encantaba el Monito Zárate y también Carrizo. Amadeo, Tarzán, ¡qué arquero bárbaro! Claro que cuando era chico no entendía mucho el juego. Creía que todos los equipos jugaban a la vez en una misma cancha… pavadas de pibe, qué sé yo. Pero cuando crecí, mi gran ídolo fue Norberto Alonso. Grandioso el Beto, uno de los mejores diez que pisó el mundo. Con Pelé y Maradona ahí…
El Gráfico: Muchos se confunden y piensan que el tema «El anillo del capitán Beto» es un homenaje a Alonso.
Spinetta: Sí, eso es cierto. Es un mito que ayudó a crear Juan Alberto (por Badía) y está bien que así sea, porque el Beto se merece eso y mucho más. Una sinfonía.

En una entrevista, el «Flaco» aclaró que «Una vez estuve con el Beto y le dije que no la había compuesto pensando en él. ¿Cómo le iba a mentir? No se puede gambetear a un 10 majestuoso como él».
En mayo de 2020, Machi Rufino explicó en un video subido a Facebook que el nombre de «Beto» se le ocurrió a él. Cuando Invisible estaba buscando el nombre para la canción a Rufino se le ocurrió ese nombre al recordar a un vecino amigo suyo que sufrió un accidente que le costó la vida en una pileta de natación. Además, completa Rufino, «Beto» cumplía con la característica de ser un nombre común en la Argentina de ese entonces.

## Impacto en la cultura
La revista Expreso Imaginario n.º 18, de enero de 1978, incluyó una historieta de Rolando Ariel Rojo ilustrada por la letra de la canción.
En 1986 el dibujante Ciruelo realizó un retrato de Spinetta al que llamó «Capitán Beto», en el que el músico aparece con un traje espacial. En 1993 Ciruelo le regaló el cuadro a Spinetta, que lo colocó en su casa.
El locutor y conductor Juan Alberto Badía, el Beto Badía, referente de la música rock en la televisión argentina y promotor del mito que sostuvo que el capitán Beto era Norberto Alonso, fue también usualmente llamado con el apodo «Capitán Beto». A su muerte, sucedida pocos meses después de la muerte de Spinetta, Dante Spinetta expresó su pesar a través de su cuenta en Twitter con el siguiente texto:

QEPD El Capitán Beto Badía
Dante Spinetta

En abril de 2013, el primer nanosatélite argentino fue designado por los científicos que lo desarrollaron con el nombre «Capitán Beto» en homenaje a Spinetta y su canción.

## Campaña presidencial de 2019 en Argentina
Luego del anuncio de Cristina Fernández de Kirchner en mayo de 2019 en donde comunicaba la decisión de acompañar a Alberto Fernández como candidato a Presidente, la canción comenzó a circular nuevamente por las redes sociales. Los seguidores y militantes del kirchnerismo y del Frente de Todos no tardaron en bautizar a Alberto Fernández como el «Capitán Beto» haciendo alusión no solo a la cercanía del autor con Néstor Kirchner sino también al pasatiempo musical de Alberto Fernández ya que el candidato toca la guitarra y canta.
En la actuación de Spinetta en el Salón Blanco de Casa Rosada en el marco de la visita de referentes de la Cultura y homenajeados, el propio Alberto Fernández en calidad de Jefe de Gabinete del gobierno de Néstor Kirchner ofició de anfitrión de la presentación y fue el encargado de otorgarle a Spinetta una distinción.